# Desinflatie
Desinflatie is een afname van het tempo van prijsstijging, niet te verwarren met deflatie.
Terwijl deflatie een (langdurige) daling van het algemeen prijspeil is, is desinflatie slechts een vertraging van de inflatie. Het prijspeil stijgt nog wel, alleen minder snel dan voorheen. 
Een cijfermatig voorbeeld is een land dat in jaar 1 een inflatiepercentage van 10% had, in jaar 2 een percentage van 8% kende, in het derde jaar 4% en in het vierde jaar 6% inflatie kende.  Voor dit land geldt dat er in alle vier jaren sprake is van inflatie, waarbij er in het tweede en derde jaar tevens sprake is van desinflatie.